# Giōrgos Koutsias
Giōrgos Koutsias (in greco Γιώργος Κούτσιας?; Salonicco, 8 febbraio 2004) è un calciatore greco, attaccante del Lugano in prestito dal Chicago Fire.

## Caratteristiche tecniche
È un centravanti.
Nel 2021 è stato inserito nella lista "Next Generation" dei sessanta migliori talenti nati nel 2004, redatta dal quotidiano inglese The Guardian.

## Carriera

### Club
Cresciuto nel settore giovanile del PAOK, debutta in prima squadra il 18 settembre 2020 in occasione dell'incontro di Souper Ligka Ellada pareggiato 1-1 contro l'Atromītos.
Nel 2023 si trasferisce in MLS al Chicago Fire. Il 13 dicembre 2024 la squadra statunitense annuncia la cessione in prestito di Koutsias a partire dal 1° gennaio 2025 al club svizzero del Lugano per un anno con un'opzione per il trasferimento definitivo.

### Nazionale
Ha giocato nelle nazionali giovanili greche Under-17, Under-18, Under-19 ed Under-21.

## Statistiche
Statistiche aggiornate al 30 marzo 2025.

### Presenze e reti nei club
| Stagione            | Squadra             | Campionato          | Campionato | Campionato | Coppe nazionali | Coppe nazionali | Coppe nazionali | Coppe continentali | Coppe continentali | Coppe continentali | Altre coppe | Altre coppe | Altre coppe | Totale | Totale | Totale |
| Stagione            | Squadra             | Comp                | Pres       | Reti       | Comp            | Pres            | Reti            | Comp               | Pres               | Reti               | Comp        | Pres        | Reti        | Pres   | Reti   |        |
| ------------------- | ------------------- | ------------------- | ---------- | ---------- | --------------- | --------------- | --------------- | ------------------ | ------------------ | ------------------ | ----------- | ----------- | ----------- | ------ | ------ | ------ |
| 2020-2021           | PAOK                | SL                  | 2          | 0          | CG              | 3               | 0               | UCL+UEL            | 0+1                | 0                  |             | -           | -           | 6      | 0      |        |
| 2021-2022           | PAOK                | SL                  | 1          | 0          | CG              | 1               | 0               | UECL               | 3                  | 0                  |             | -           | -           | 5      | 0      |        |
| lug. 2022           | PAOK                | SLE                 | 0          | 0          | CG              | 0               | 0               | UECL               | 2                  | 0                  |             | -           | -           | 2      | 0      |        |
| Totale PAOK         | Totale PAOK         | Totale PAOK         | 3          | 0          |                 | 4               | 0               |                    | 6                  | 0                  |             | -           | -           | 13     | 0      |        |
| 2022-2023           | Volo                | SLE                 | 20         | 3          | CG              | 3               | 2               |                    | -                  | -                  |             | -           | -           | 23     | 5      |        |
| 2023                | Chicago Fire        | MLS                 | 27         | 3          | USOC            | 3               | 0               |                    | -                  | -                  | LC          | 3           | 0           | 33     | 3      |        |
| 2024                | Chicago Fire        | MLS                 | 30         | 2          | USOC            | 0               | 0               |                    | -                  | -                  | LC          | 2           | 2           | 32     | 4      |        |
| Totale Chicago Fire | Totale Chicago Fire | Totale Chicago Fire | 57         | 5          |                 | 3               | 0               |                    | -                  | -                  |             | 5           | 2           | 65     | 7      |        |
| gen.-giu. 2025      | Lugano              | SL                  | 11         | 4          | CS              | 1               | 0               | UECL               | 2                  | 2                  |             | -           | -           | 14     | 6      |        |
| Totale carriera     | Totale carriera     | Totale carriera     | 91         | 12         |                 | 11              | 2               |                    | 8                  | 2                  |             | 5           | 2           | 115    | 18     |        |